# Batanario
Batanario o Bathanarius († 408) fue un político del Imperio Romano Occidental, Comes Africae y cuñado de Estilicón.

## Vida
Batanario se casó con una hermana del poderoso general Estilicón. Alcanzó el cargo de Comes Africae en, a muy tardar, el año 401. En 408, cuando Estilicón fue apresado y ejecutado por orden del emperador Honorio, Batanario fue también ejecutado por orden imperial y sucedido por Heracliano.
Agustín de Hipona refiere una historia narrada por el obispo Severo de Milev, quién habría visto a Batanario hacer un truco con un imán durante una fiesta.